# Àcid tricosanoic
L'àcid tricosanoic (anomenat també, de forma no sistemàtica, àcid tricosílic) és un àcid carboxílic de cadena lineal amb vint-i-tres àtoms de carboni, la qual fórmula molecular és {\displaystyle {\ce {C23H46O2}}}. En bioquímica és considerat un àcid gras, i se simbolitza per C23:0.

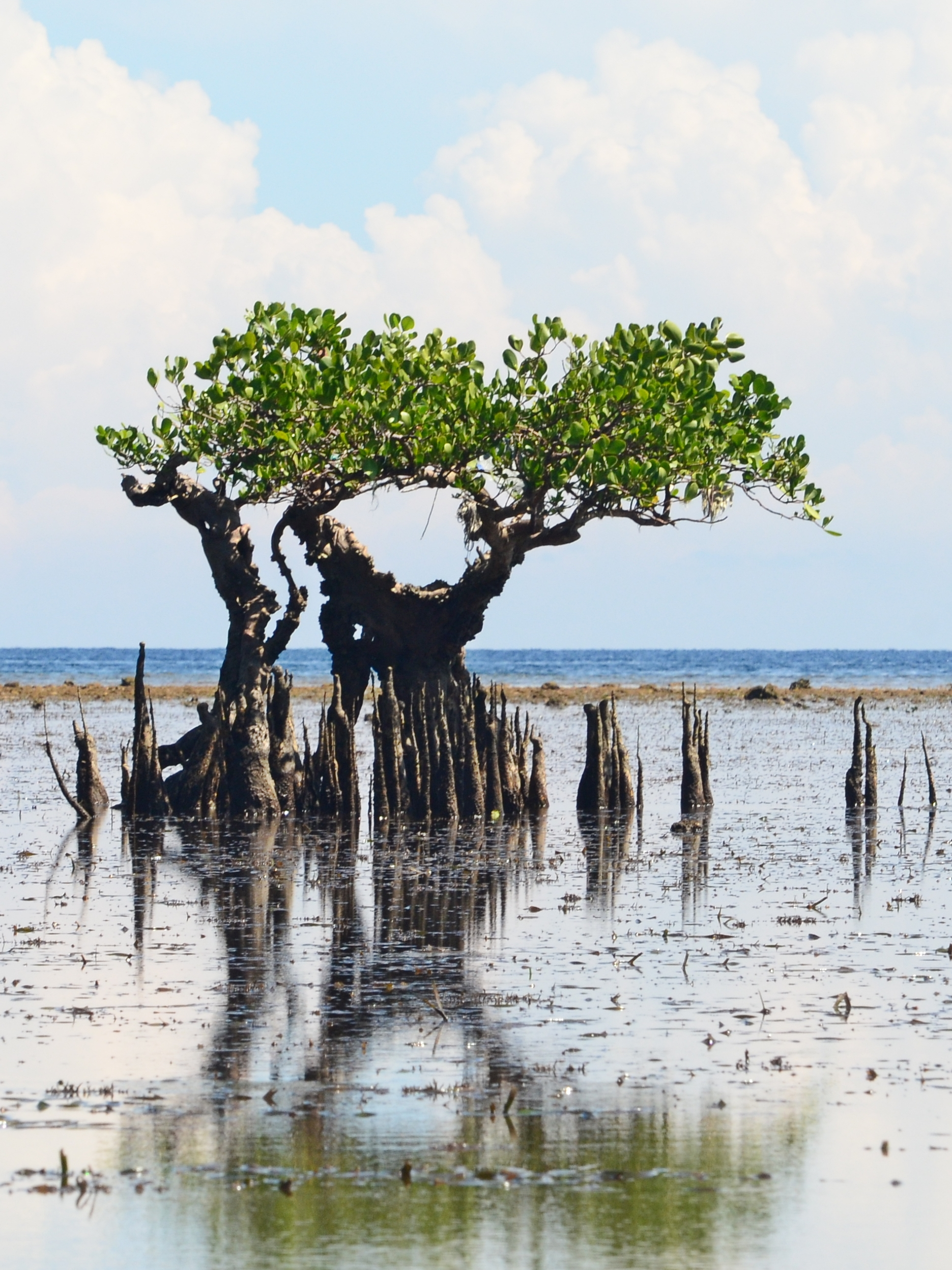
Sonneratia alba a Bahowo Swamp, Manado, nord de l'illa de Cèlebes (Indonèsia)

L'àcid tricosanoic a temperatura ambient és un sòlid que fon a 77–79 °C. Cristal·litza en el sistema monoclínic, grup espacial P21/a i la seva cel·la elemental té els següents valors: a = 9,4882 Å, b = 4,9574 Å, c = 65,2342 Å, α = 90°, β =127.6252° i γ = 90°. A pressió reduïda de només 1 mm de Hg bull a 203-205 °C. El seu índex de refracció val 1,4252 a 70 °C. No és soluble en aigua. És molt soluble en dietilèter i lleugerament soluble en etanol.
A la natura es troba a l'oli de cacauet i a la cera de les fulles d'olivera. És l'àcid gras insaturat més abundant a les fulles (25,4 %) i a la tija (26,8 %) de Sonneratia alba, un arbre dels manglars. S'ha identificat en peixos constituint un 2,7 % dels àcids grassos del tauró Chiloscyllium griseum; el 3,20 % de Paramonacanthus nipponensis; el 2,54 % de Gymnothorax favagineus; i l'1,12 % de Dasyatis zugei.